# 日勝村
日勝村（ひかつむら）は、埼玉県の東部、南埼玉郡に属していた村。現在の白岡市の一部。
「JA南彩日勝支店」等に名をとどめる。

## 歴史
- 1889年（明治22年）4月1日 - 町村制施行により、南埼玉郡岡泉村・実ケ谷村・千駄野村・小久喜村・上野田村・下野田村・爪田ケ谷村・太田新井村がそれぞれ成立、彦兵衛新田が彦兵衛村として成立し、以上の村で市町村組合を構成する。
- 1895年（明治28年）3月15日 - 岡泉村・実ケ谷村・千駄野村・小久喜村・上野田村・下野田村・爪田ケ谷村・太田新井村・彦兵衛村が合併し、日勝村が成立。
- 1954年（昭和29年）9月1日 - 篠津村・大山村大字下大崎・柴山・荒井新田と合併して白岡町となり消滅。

村名の由来
- 当村成立の前年・1894年から成立の年・1895年にかけて行われた日清戦争において、日本が勝利したことを記念して名付けられた[1]。

## 経済
農業
『大日本篤農家名鑑』によれば日勝村の篤農家は、「佐川重作、八木橋恆吉、和泉善助」などである。

## 出身人物
- 山口六郎次（政治家） - 自民党衆議院議員。元労働大臣山口敏夫の父。